# Souraïde
Souraïde – miejscowość i gmina we Francji, w regionie Nowa Akwitania, w departamencie Pireneje Atlantyckie.
Według danych na rok 1990 gminę zamieszkiwało 937 osób, a gęstość zaludnienia wynosiła 56 osób/km² (wśród 2290 gmin Akwitanii Souraïde plasuje się na 454. miejscu pod względem liczby ludności, natomiast pod względem powierzchni na miejscu 667.).